# Terra Santa (Vaud)
Geograficamente a Terra Santa está situada entre o Jura e o Lago Lemano, no extremo Sudoeste do cantão de Vaud, na Suíça, entre as cidades de Nyon, do mesmo cantão, e Versoix  que pertence ao cantão de Genebra. Faz parte de uma grande região, chamada a Região Lemánica.
Fazem parte da Terra Santa as seguintes comunas :   Bogis-Bossey, Chavannes-de-Bogis, Chavannes-des-Bois, Commugny, Coppet, Crans-près-Céligny, Founex, Mies e Tannay.

## História
A história da região mostra a antiguidade da localização: colónia romana (ver História da cidade de Nyon) e depois terras saboiardas, foi posteriormente propriedade da Abadia de Saint-Maurice (Agauno) - e o termo Terra Santa viria do facto de não ser terra de laicos - antes de fazer parte do Baronia de Coppet durante vários séculos.
Uma outra explicação pretende que Terra Santa estaria ligada - sempre em relação à Idade Média -  ao lugar santo que representa a Igreja de Commugny, igreja que reunia várias aldeias e tinha um cemitério onde eram enterrados todos os cristãos da região. 

## Referência
- Sitio web da Terra Santa